# Anne Winters
Anne Christine Winters (Dallas, 3 giugno 1994) è un'attrice statunitense.

## Biografia
Anne Winters è nata a Dallas, in Texas, da Karen e Harry Winters. È cresciuta nella vicina Lewisville. Winters fu educata alla Prestonwood Christian Academy, una scuola battista privata. Quando aveva dieci anni, Winters cantò un assolo all'American Airlines Center per una folla di oltre 24.000 persone. Inizialmente aveva pianificato di frequentare la Southern Methodist University per la sua formazione universitaria, ma ha scelto invece di trasferirsi a Los Angeles per proseguire la sua carriera di attrice.

## Carriera
È conosciuta per i suoi ruoli nella serie Tyrant della FX, nella serie della ABC Wicked City e nella serie di Netflix Tredici.
Nel 2017 ha iniziato a recitare nel ruolo della malata di cancro Mia Phillips nella serie drammatica Zac & Mia, per la quale ha vinto il Daytime Emmy Award 2018 come "miglior attrice protagonista in una serie drammatica diurna" digitale.
Winters ha fatto il suo debutto cinematografico nel ruolo di Young Kathleen nel film A Christmas Snow. Nel 2013, ha recitato nella sitcom della Disney Channel Liv e Maddie nei panni di Kylie Kramer, apparendo nell'episodio "Steal-A-Rooney". Dal 2013 al 2014 ha avuto un ruolo nella serie drammatica The Fosters.
Dal 2014 al 2016 ha recitato nel ruolo di Emma Al-Fayeed nella serie drammatica Tyrant, creata da Gideon Raff per la rete FX. È stata accreditata come guest star durante la seconda stagione di Tyrant, apparendo in solo quattro dei 13 episodi, e ha continuato il suo ruolo nella terza stagione. Winters ha recitato in un ruolo da protagonista nel film drammatico Castello di sabbia, con gli attori Jordon Hodges e Clint Howard. Ha vinto il Leonardo Da Vinci Horse Award per il "miglior cast d'ensemble". Sempre nel 2014, Winters ha interpretato il ruolo di Kelly Decker nel film d'azione Fatal Instinct .
Nel 2015 è apparsa come Gwen nel film basato sulla fede Pass the Light, diretto da Malcolm Goodwin. Ha anche interpretato Avery Lindstrom nel film televisivo The Bride He Bought Online, diretto da Christine Conradt. Nello stesso anno, è stata scelta per il ruolo di Vicki Roth nella serie drammatica poliziesca della ABC, Wicked City. Winters ha recitato nel ruolo di Valerie York nel sequel pilota della NBC per il film drammatico per adolescenti Cruel Intentions, accanto alla star originale del film Sarah Michelle Gellar. Winters ha vinto il premio come "migliore attrice non protagonista" al Festival internazionale del cinema di Nizza 2016 per il suo ruolo nel film drammatico The Tribe.
Nel 2017 ha recitato al fianco di Nicolas Cage e Selma Blair nel film di orrore Mom and Dad, diretto da Brian Taylor. Dal 2017, Winters ha avuto un ruolo da protagonista nella serie drammatica della AwesomenessTV Zac & Mia, interpretando Mia Phillips, una malata di cancro adolescenziale. Ha vinto il Daytime Emmy Award 2018 come "miglior attrice protagonista in una serie drammatica diurna digitale" per la sua interpretazione.
Winters ha interpretato Chlöe Rice, in un ruolo ricorrente della seconda e terza stagione della serie drammatica di Netflix Tredici, e ha anche recitato nel film comico La scuola serale del 2018, diretto da Malcolm D. Lee. È stata scritturata nella serie drammatica della ABC Grand Hotel.

## Filmografia

### Cinema
- Reality High, regia di Fernando Lebrija (2017)
- Mom and Dad, regia di Brian Taylor (2017)
- La scuola serale (Night School), regia di Malcolm D. Lee (2018)
- Countdown, regia di Justin Dec (2019)

### Televisione
- Liv e Maddie (Liv and Maddie) – serie TV, episodio 1x04 (2013)
- The Fosters – serie TV, 6 episodi (2013)
- Tyrant – serie TV, 18 episodi (2014–2016)
- Wicked City – serie TV, 8 episodi (2015)
- Zac & Mia – serie TV, 24 episodi (2017–2019)
- Tredici (13 Reasons Why) – serie TV, 16 episodi (2018–2020)
- Grand Hotel – serie TV, 13 episodi (2019)
- The Orville – serie TV (2020)

## Doppiatrici italiane
Nelle versioni in italiano delle opere in cui ha recitato, Anne Winters è stata doppiata da:
- Annalisa Usai in Liv e Maddie, Tyrant
- Tiziana Martello in Tredici
- Erica Necci ne La scuola serale
- Lucrezia Marricchi in Grand Hotel
- Serena Stollo in The Orville
- Ludovica De Caro in Zac & Mia

## Riconoscimenti
- 2014 – Leonardo Da Vinci Horse Award – Miglior cast per Sand Castles
- 2015 – Nice International Film Festival – Miglior attrice non protagonista per The Tribe
- 2018 – Daytime Emmy Award – Miglior attrice protagonista in una serie dramatica per Zac & Mia